# Les Vertus de la vente
Production
Diffusion
Les Vertus de la vente (hangeul : 정숙한 세일즈 ; RR : Jeongsukan seiljeu / anglais : A Virtuous Business) est une série télévisée sud-coréenne en douze épisodes de 70 minutes diffusée du 12 octobre au 17 novembre 2024 sur JTBC. La série est un remake de Good Vibrations d'Oriane Messina et Fay Rusling.
La série est disponible sur Netflix dans les pays francophones.

## Synopsis
En 1992, dans le village rural de Geumje, quatre femmes se lancent dans la vente de produits pour adultes en porte-à-porte. Elles ont des raisons différentes de se lancer dans cette entreprise. Elles acquièrent leur indépendance financière et développent des amitiés grâce à leur travail.

## Distribution

### Acteurs principaux
- Kim  So-yeon : Han Jeong-suk[2]
- Yeon Woo-jin : Kim Do-hyun[2]
- Kim Sung-ryung (en) : Oh Geum-hee[2]
- Kim Sun-young (en) : Seo Young-bok[2]
- Lee Se-hee : Lee Joo-ri[2]

### Acteurs secondaires
- Ra Mi-ran : Kim Mi-ran[3]
- Kim Won-hae : Choi Won-bong[4]
- Choi Jae-rim : Kwon Seong-soo[5]
- Im Chul-soo (en) : Park Jong-sun[6]
- Seo Hyun-chul (en) : Le collègue de Do-hyun[4]

- Jeong Soon-won (en) Le collègue de Do-hyun[4]
- Joo In-young (en) : Cheol-mul[7]
- Hong Ji-hee (en)[4]

- Shim Wan-joon (en) : Park In-tae[4]

- Jeon Su-ji (en) : Um Seo-yeon[4]

## Production
En juillet 2024, les cinq acteurs ont été officiellement confirmés pour incarner la série. Réalisé par Jo Woong, écrit par Choi Bo-rim, fourni par SLL et coproduit par HighZium Studio et 221b.

## Diffusion
- JTBC (2024)
- Netflix (2024)